# Рентгеновская астрономия

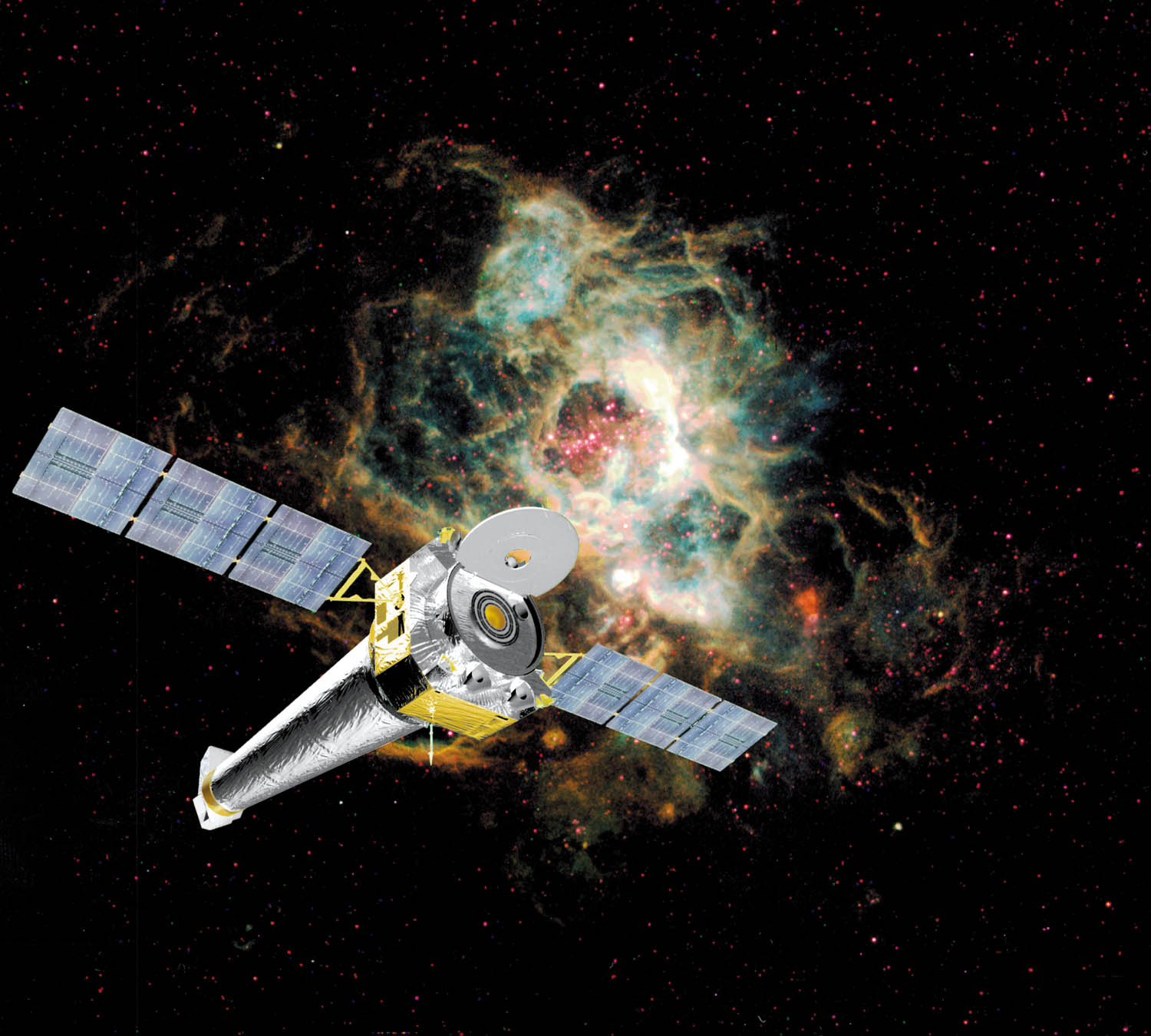
Обсерватория Chandra

Рентгеновская астрономия — раздел астрономии, исследующий космические объекты по их рентгеновскому излучению. Под рентгеновским излучением обычно понимают электромагнитные волны в диапазоне энергии от 0,1 до 100 кэВ (от 100 до 0,1 Å). Энергия рентгеновских фотонов гораздо больше, нежели оптических, поэтому в рентгеновском диапазоне излучает вещество, нагретое до чрезвычайно высоких температур. Источниками рентгеновского излучения являются чёрные дыры, нейтронные звезды, квазары и другие экзотические объекты, представляющие большой интерес для астрофизики. Основным инструментом исследования является рентгеновский телескоп.

## Механизмы генерации рентгеновского излучения

### Тепловой
Тепловой механизм связан со способностью всех нагретых тел излучать электромагнитные волны за счёт теплового движения частиц излучающего тела. Спектр теплового излучения описывается формулой Планка. В принципе все тела, имеющие ненулевую температуру, могут излучать на любых длинах волн. Однако в спектре теплового излучения есть максимум, его положение зависит от температуры тела и описывается законом смещения Вина. Так тела, нагретые до комнатных температур (300 К), излучают преимущественно в ИК-диапазоне, Солнце и звезды (6000 К) — в видимом диапазоне, а газ с температурой в несколько миллионов Кельвин — в рентгене. Такую температуру имеют огромные разреженные облака коронального газа, находящиеся в межзвёздном пространстве, а также газ во внутренних частях аккреционных дисков тесных двойных систем или активных ядер галактик.

### Циклотронный
Циклотронное излучение — это один из видов нетеплового излучения. Оно генерируется электронами, вращающимися вокруг силовых линий магнитного поля. Частота излучения равна ларморовской частоте электрона и пропорциональна напряжённости магнитного поля. В случае очень сильных магнитных полей ~ 1012−1014Гс циклотронное излучение попадает в рентгеновский диапазон. Такие магнитные поля реализуются в пульсарах.

### Синхротронный
Также, как и циклотронный механизм, является нетепловым. Синхротронное излучение тоже генерируется электронами в магнитных полях, но в данном случае электроны имеют релятивистские скорости. Энергия генерируемых фотонов зависит от энергии электронов и энергии магнитного поля. Часто встречаются случай, когда магнитные поля слабые (~ 10−4 Гс), а энергии электронов очень большие >1013 эВ. Таков механизм излучения плерионов.

### Комптоновский
Комптоновское рассеяние — один из видов рассеяния фотонов на электронах, при котором электрон и фотон могут обмениваться энергией. Случай, когда быстрый электрон передаёт свою энергию фотону, называется обратным эффектом Комптона. В космическом пространстве всегда присутствуют фотоны реликтового фона, а также излучение звёзд и пыли. Эти кванты могут получить энергию от релятивистских электронов и переводится из видимого и ИК диапазона в рентгеновский.

## Инструменты

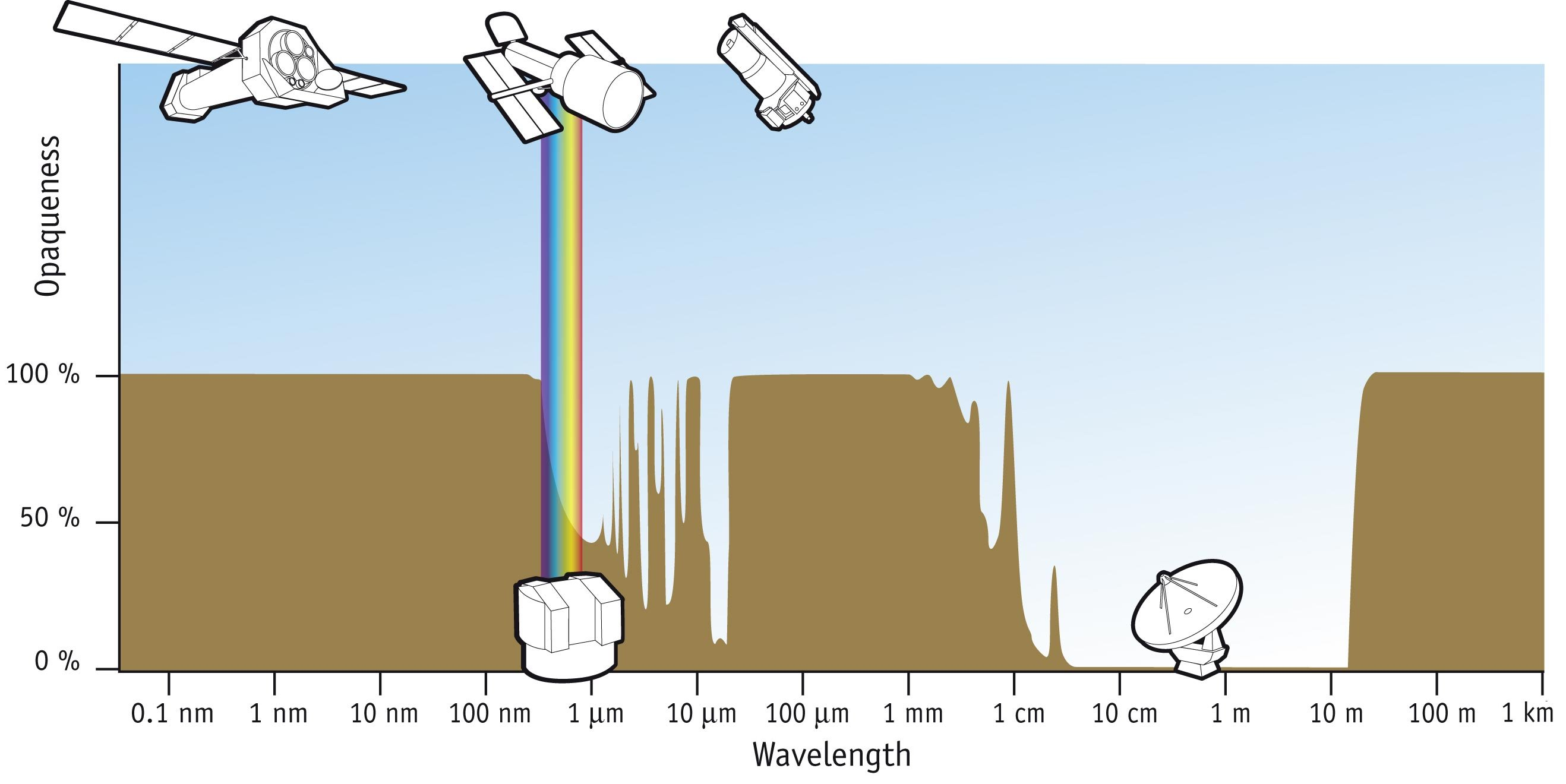
Непрозрачность земной атмосферы